# موظف اجتماعي
الموظف الاجتماعي 
هو عامل يعمل في نموذج الأعمال الاجتماعية. باتباع إرشادات الحوسبة الاجتماعية للمؤسسة، يستخدم الموظفون الاجتماعيون أدوات وسائل التواصل الاجتماعي لأغراض سير العمل والتعاون على حد سواء وللمشاركة الخارجية مع العملاء والآفاق وأصحاب المصلحة من خلال مزيج من تسويق وسائل التواصل الاجتماعي وتسويق المحتوى والتسويق الاجتماعي والبيع الاجتماعي. [1 ] تعتبر برامج الموظفين الاجتماعيين تتعلق بالثقافة والمشاركة بقدر ما تتعلق بالعمليات التجارية وأفضل الممارسات. بالإضافة إلى زيادة المبيعات والمبيعات، يقال إن أفضل ممارسات الموظفين الاجتماعيين تعمل على تحسين نتائج الأعمال المهمة لتسويق وسائل التواصل الاجتماعي، مثل زيادة الاتصالات وحركة المرور عبر الإنترنت، وتحسين تحديد العلامة التجارية و «الثرثرة»، والدعوة الأفضل للعملاء.

## نظرة عامة
تم تقديم مصطلح «الموظف الاجتماعي» لأول مرة لوصف أولئك الذين يعرضون الخصائص الناشئة للعمال الذين يعملون وفقًا لنموذج الأعمال الاجتماعية.
غالبًا ما يستخدم المصطلح بالتبادل مع تسميات مشابهة مثل «محامي الموظف» أو «محامي الموظف الاجتماعي». [2]
يعتبر مفهوم البصمة الرقمية أمرًا مهمًا للقيمة المتوقعة للموظف الاجتماعي. في حين أن المؤسسات قادرة على إنشاء قواعد كبيرة من المتابعين عبر وسائل التواصل الاجتماعي، إلا أن الأبحاث توضح أن جهود تسويق العلامة التجارية والمشاركة من خلال هذه الشبكات ليست فعالة مثل جهود الموظفين الأفراد. [3] [4] في الواقع، تشير بعض الأبحاث إلى أن خبراء الموظفين أكثر ثقة من أي عضو آخر في المنظمة. [5] ولهذا السبب، تم تصميم برامج الموظفين الاجتماعيين لتدريب وتمكين ودعم جهود إشراك الموظفين على أمل إشراك مجتمعات أكبر بشكل حقيقي، وزيادة عدد مرات المشاركة، والمراجعات، وغيرها من أشكال «الوسائط المكتسبة» وتوسيع نطاق وجود العلامة التجارية على شبكة الإنترنت. [6] [7] [8]

## العلامة التجارية الشخصية أو الموظف
المفهوم التأسيسي للموظف الاجتماعي هو فكرة العلامة الشخصية أو الموظف. اكتسب هذا المفهوم اهتمامًا أولًا في مقال FastCompany لعام 1997 لزعيم الأعمال توم بيترز بعنوان «العلامة التجارية اتصلت بك». [9] في مقال، جادل بيترز بأن العلاوة الموضوعة على العلامات التجارية أثرت على حياة العمال لدرجة أن إنشاء العلامة التجارية الشخصية المتميزة وتطويرها أصبح ضرورة مهنية. وفقًا لبيترز، فإن القيام بذلك يبني الثقة والولاء والوضوح والنفوذ وقابلية التوظيف.
مع زيادة اعتماد أدوات وسائل الإعلام الاجتماعية من قبل كل من الشركات والمستهلكين في أوائل القرن الحادي والعشرين، أصبح العديد من قادة الأعمال مهتمين بشكل متزايد بالمشاركة الاجتماعية، داخليا بين الموظفين وخارجيا مع العملاء وأصحاب المصلحة الآخرين. [10] [11] في حين أقر الكثيرون في مجتمع الأعمال بالأدوات الاجتماعية المحتملة لتحسين التعاون والإنتاجية ورسائل العلامة التجارية، إلا أن القلق من أن الموظفين قد يشوهون علاماتهم التجارية أو يكشفون عن معلومات خاصة بهم أو يتسببون في ضرر بسمعة الشركة أو قدرتها على إدارة الأعمال. [10] ] [12]
نتيجة لذلك، بدأ العديد من المدافعين عن العلامة التجارية للموظف كحل لهذه المشكلة. ساعد هذا في إعطاء معنى جديد لمفهوم سفارة العلامة التجارية، ووضع الموظفين كل يوم في الأماكن العامة، وربما الأدوار المشاركة رفيعة المستوى. [13]

## مميزات

### مرتبط بة
نظرًا لأن دعوة الموظف الاجتماعي تعتمد على الأصالة المتصورة للموظف، فإن المشاركة تحظى بتقدير كبير في المنظمات الاجتماعية. علاوة على ذلك، تُظهر البيانات التأثير القابل للقياس لمشاركة الموظفين على الإنتاجية والربحية التنظيمية:
تم العثور على موظفين سعداء أكثر إنتاجية بنسبة 12 في المئة. [14]
في إحدى الدراسات، تم العثور على 38٪ من الموظفين المشاركين في الإنتاج بمعدلات أعلى من المتوسط. [15] في دولة أخرى، حققت المنظمات التي تضم موظفين عاملين نسبة أعلى من متوسط عائد المساهمين بنسبة 19 في المائة، في حين أن المؤسسات التي لديها موظفون مستقلون قد حققت عائدات للمساهمين تقل بنسبة 44 في المائة عن المتوسط. [16]
تم العثور على الشركات المشاركة لتفوق الشركات المتعثرة بنسبة تصل إلى 202 في المئة. [17]
تم العثور على الشركات ذات التركيز القوي على الثقافة بمعدل دوران يبلغ 13.9 في المائة، في حين أن الشركات التي لديها خبرة منخفضة التركيز تم العثور على معدل دوران 48.4 في المئة. [18]

### بيئة عمل مرنة وتوازن بين العمل والحياة
ارتفع عدد المهنيين العاملين في خدمة الهاتف المحمول أو جهاز التحكم عن بُعد بشكل كبير منذ عام 2010. وعلى الرغم من اختلاف التقديرات، فقد وجدت إحدى الدراسات أن عدد المؤسسات التي لديها موظفين متنقلين أو عن بعد من المتوقع أن يرتفع من 24 في المائة عام 2012 إلى 89 في المائة بحلول عام 2020. [19] قدرت أبحاث أخرى أنه بحلول عام 2020، سيعمل 105.4 مليون محترف عن بعد في أمريكا، أي حوالي 72.3 في المائة من إجمالي القوى العاملة. [20]
تم ربط هذا التغيير بارتفاع التقنيات الاجتماعية، بما في ذلك القياسات الحيوية، الأجهزة القابلة للارتداء، الاتصالات القريبة من الميدان، والواقع المعزز. [20] ركز الموظفون الاجتماعيون أيضًا بشكل أكبر على التوازن بين العمل والحياة، مع اعتقاد الكثيرين أن التقدم في التكنولوجيا يمكن أن يدعم بشكل مباشر الجهود المبذولة في هذا المجال. [21] [22] تشمل الفوائد المزعومة لهذا التحول وجود قوة عاملة أكثر مرونة، وخفض تكاليف الأعمال، وزيادة التأثير التنظيمي في جذب المواهب العليا والحفاظ عليها. [19] [20]

### يشتري قصة العلامة التجارية
في عام 2009، قدم زعيم الفكر سايمون سينك خطابًا بعنوان «كيف يلهم القادة العظماء العمل» في حدث TEDxPugetSound. كانت الحجة المركزية التي طرحها سينك في هذا الخطاب هي: «الناس لا يشترون ما تفعله. إنهم يشترون سبب قيامك بذلك». [23] هذا المفهوم - أن القصة وراء عرض العمل أو المنتج هي أداة مبيعات أكثر إقناعًا من المنتج يتم ذكرها في كثير من الأحيان في التسويق عبر وسائل التواصل الاجتماعي كوسيلة لبناء روابط حقيقية مع أصحاب المصلحة. [24] [25] ومع ذلك، جادل آخرون بأنه بالنسبة للموظفين لتبادل قصة العلامة التجارية بشكل أصلي، يجب أن يشاركوا في هذه القصة بأنفسهم، ونتيجة لذلك، جعلت العديد من الشركات سرد القصص جزءًا من برامج ثقافتهم. [26] [27] [28]

### التعاونيه
يتمثل المبدأ الضمني في الأعمال الاجتماعية في أن التقنيات الاجتماعية ليست عائقًا أمام الإنتاجية، وإنما هي طريق لزيادة الاتصال. [29] يعكس التحول في أنظمة برامج المؤسسة مثل IBM Connections لدمج نماذج التواصل الاجتماعي، مثل الإشارات، ويكي، وملفات الأخبار، ديناميات الاتصال المتغيرة داخل الأعمال. مع زيادة التنوع والتطور في منصات البرمجيات التعاونية، سعت المنظمات الاجتماعية إلى إيجاد طرق إبداعية جديدة لاستخدام هذه الأدوات وتأمين اشتراك الموظفين من حولهم. [30]
أصبح التعهيد الجماعي شائعًا أيضًا في الأعمال الاجتماعية. من الأمثلة على ذلك برنامج AT&T's The Innovation Pipeline (TIP)، الذي بدأ في عام 2009، والذي أنتج أكثر من 28000 فكرة أدت إلى أكثر من 75 مشروعًا بتمويل يتجاوز 44 مليون دولار. [31] وضعت IBM أيضًا موارد كبيرة في مثل هذه العمليات، حيث أنتجت إرشاداتها الخاصة بالحوسبة الاجتماعية من خلال التعهيد الجماعي للموظفين، بالإضافة إلى منصة Connections من خلال برنامج اعتماد التكنولوجيا (TAP)، وهي مبادرة التعهيد الجماعي أكثر رسمية. [1]
شكل آخر من أشكال التعاون الداخلي هو يوم الاختراق أو hackathon. تستخدم مؤسسات مثل Netflix و Facebook و IBM أيام الاختراق لسحب الموظفين من بيئات العمل اليومية وتشجيعهم على التعاون بطرق غير تقليدية في محاولة لدفع الابتكار المثير للقلق. [32] [33]
غالبًا ما يتم تشجيع العاملين الاجتماعيين على البحث عن فرص تعاون خارجية مع العملاء والآفاق. [34] على سبيل المثال، قدمت Procter & Gamble Live Well Collaborative للتواصل مع أصحاب المصلحة الخارجيين وتطوير منتجات وخدمات لأكثر من 50 عامًا. [35]

### مستمع اجتماعي
المستمع الاجتماعي هو شخص يشارك في الاستماع الاجتماعي، أو مراقبة وسائل التواصل الاجتماعي، من أجل وسائل مهنية. يمكن للموظفين الاجتماعيين استخدام مراقبة وسائل التواصل الاجتماعي لمجموعة متنوعة من الأسباب، بما في ذلك التطوير المهني وأخبار الصناعة والاتجاهات، وقياس معنويات السوق. [36] [37] جادل البعض بأن الاستماع الاجتماعي هو أحد أهم مكونات الأعمال الاجتماعية، حيث أنه يمكّن المؤسسات من جمع بيانات السوق الغنية، واتخاذ قرارات إستراتيجية أكثر استنارة، والاستجابة لاحتياجات العملاء بشكل أصيل. [37] [38]

### التركيز على العملاء
يجادل المدافعون عن التركيز على العملاء في الأعمال الاجتماعية أن وسائل التواصل الاجتماعي قد غيرت الديناميكية من الرسائل التجارية أحادية الاتجاه إلى التفاعلات المشتركة بين العلامة التجارية والعملاء. [39] يُنظر إلى مشاركة العلامة التجارية والعملاء كوسيلة لإنشاء اتصالات أكثر دواما مع العملاء والآفاق وتمكينهم من أن يصبحوا مروجين للعلامات التجارية. [40] يُنظر إلى التفاعلات التي تتمحور حول العملاء على أنها ذات قيمة مميزة للعلامات التجارية، حيث تشير الأبحاث إلى أن الاحتمالات أكثر احتمالًا أن تثق في الرسائل المتعلقة بالعلامات التجارية من صديق أو أحد أفراد الأسرة مقارنةً بالعلامة التجارية.
كوسيلة لبناء العاملين الاجتماعيين، دعا بعض المدافعين الاجتماعيين أيضًا إلى تعريف أوسع للعميل ليشمل الموظفين أنفسهم. في كتاب The Pursuit of Social Business Excellence ، قدم المؤلفان Vala Afshar و Brad Martin الحجة التالية:
تعمل الأعمال الاجتماعية وفقًا للمبدأ التوجيهي المتمثل في أن مسؤولية كل موظف هي خدمة بعضهم البعض، وأن أولئك الذين نخدمهم، حتى داخلًا، هم من عملائنا. لكسب ثقة العملاء الداخليين وولائهم، يجب أن يكون كل موظف موثوقًا به ومتاحًا وسريع الاستجابة وملتزمًا بنجاح الجميع. [41]

### قابل للتكيف
أدى الانتشار السريع نسبيًا لوسائط التواصل الاجتماعي وترتيب أولوياتها في الحاجة إلى أن تكون المؤسسات أكثر مرونة واستجابة. [42] وقد أدى هذا بدوره إلى إعادة تحديد أولويات مجموعات مهارات الموظفين والتي تكون فيها القدرة على التكيف والتعلم الذاتي والمشاركة التنظيمية ذات قيمة عالية. [43] [44]

## الميزات الشائعة لبرامج الموظف الاجتماعي
وفقًا لـ Weber Shandwick ، فإن 47 بالمائة من الموظفين إما مستعدون بالفعل للدفاع عن أصحاب العمل أو الراغبين في التعلم. 21٪ من هؤلاء هم ما تشير إليه الدراسة بـ "ProActivists"، أو أوائل المتبنين، الموظفين الذين يستخدمون بنشاط وسائل التواصل الاجتماعي لأغراض مهنية، مع ما يقرب من نصف هذه المجموعة تنشر بالفعل عن صاحب العمل من خلال القنوات الاجتماعية. [45]

### برنامج تجريبي
تبدأ العديد من المنظمات ببرنامج رائد للموظف الاجتماعي لتحديد أفضل الممارسات المناسبة لهيكلها التنظيمي. [46] يعتمد تصميم البرنامج جزئيًا على حجم المنظمة والنطاق المرغوب في التبني الاجتماعي. على سبيل المثال، في حين نفّذت Domo برنامجًا تجريبيًا إلزاميًا يتطلب مشاركة جميع موظفيها، عيّنت ديل ما يقرب من 200 موظف مشارك من خلال ما يسمى بجامعة التواصل الاجتماعي والمجتمعات (SMaC). [47] [48]

### اكتشاف
تتمثل الخطوة الأولى الشائعة في البرنامج التجريبي للموظف الاجتماعي في عملية اكتشاف أولية تحاول فيها المؤسسات تحديد مواردها الحالية وتحديدها كمياً. يمكن أن يشمل ذلك دعوة مبدئية للموظفين الأوائل، أو المراجعة الداخلية للاعتماد غير الرسمي للأدوات والممارسات الاجتماعية، أو اختبار المهارات لتحديد معدلات التبني الحالية. [47]

### سياسة الحوسبة الاجتماعية
ستقوم العديد من المنظمات بتوظيف موظفين للمشاركة بنشاط في تصميم البرنامج الرائد. كان أحد الشواغل الأساسية لاستخدام وسائل التواصل الاجتماعي في الأعمال التجارية هو احتمال إساءة الاستخدام - خاصة فيما يتعلق بإصدار معلومات سرية، ورسائل سلبية أو خارج نطاق العلامة التجارية، ومخاطر أمنية. [49] ولهذا السبب، كان التركيز في العديد من البرامج التجريبية للعاملين الاجتماعيين هو وضع مجموعة من إرشادات وسائل التواصل الاجتماعي. على سبيل المثال، أنشأت آي بي إم ويكيًا داخليًا ودعت الموظفين للمساعدة في إنشاء مستند يوضح إرشادات المشاركة الاجتماعية المقبولة. [1]

### تدريب
بالنسبة للمنظمات الاجتماعية، يساعد تدريب الموظفين الاجتماعيين على توحيد برامج وأدوات الموظفين في جميع أنحاء المنظمة ويضع قاعدة معرفة مشتركة ومجموعة من أفضل الممارسات لمساعدة الموظفين في المشاركة وصنع القرار. [13] تقوم العديد من المؤسسات بنا بمزيج من التدريب الشخصي، وحدات التعليم الرقمي، ومبادئ التعلم الاجتماعي.
يطبق تدريب الموظفين الاجتماعيين نموذج التعلم 70/20/10 كأساس له. في هذا النموذج، 70 في المائة من التعلم موجه ذاتيًا، و 20 في المائة عبارة عن توجيه أو تدريب غير رسمي، و 10 في المائة تدريب رسمي. بتطبيق هذه الديناميكية، تعمل العديد من المنظمات على تصميم «تجربة تعليمية رقمية» يمكن للموظفين من خلالها الوصول إلى وحدات التعلم والمحتويات الأخرى الخاصة بالموضوع لمساعدتهم على اكتساب مهارات جديدة. [50]
غالبًا ما يتم تقسيم التدريب إلى وحدات مهارات أساسية إلزامية ووحدات مهارات متقدمة اختيارية. لتحديد المعرفة الاجتماعية التي يحتاجها الموظف، غالبًا ما يتم إجراء اختبار أساسي أو «اختبار الذكاء الاجتماعي». [51] قامت العديد من المؤسسات، مثل طوب مع مركز التميز (CoE) و Dell بجامعة SMaC ، بتوسيع برامجها التدريبية لإنشاء مورد دائم للعاملين. [52]
نظرًا لأن أفضل ممارسات الموظف الاجتماعي تؤثر على الممارسة التنظيمية والثقافة بشكل واسع، يتم تشجيع الإدارة العليا والمديرين التنفيذيين أيضًا على اعتماد أفضل ممارسات المشاركة الاجتماعية. يُقال إن القيام بذلك يساعد في زيادة المشاركة بين القوى العاملة وتعزيز الالتزام التنظيمي بالبرنامج. غالبًا ما يشتمل التدريب على الإدارة العليا والمديرين التنفيذيين على عملية تُعرف باسم «التوجيه العكسي»، حيث يتم توظيف موظف من المستوى الأدنى للمساعدة في تطوير مهارات مدير المستوى الأعلى ومحو الأمية الرقمية الأساسية. [53] [54]

### المشاركة الاجتماعية وتسويق المحتوى
تعتبر المشاركة الاجتماعية والمشاركة من خلال كل من القنوات الداخلية والخارجية عنصرين رئيسيين في تصميم الموظف الاجتماعي. يتم تشجيع الموظفين على التواصل مع زملاء العمل والعملاء والآفاق وأصحاب المصلحة من خلال القنوات الاجتماعية من خلال مشاركة الأخبار المتعلقة بالصناعة أو المحتوى الذي ينشئه المستخدمون. [55]
داخليا، غالبًا ما تركز هذه العملية على إبقاء الموظفين على اطلاع دائم بأخبار الشركة والصناعة، ومساعدة الموظفين على التعاون في المشاريع وبناء الثقافة. تم تطوير العديد من المنصات الاجتماعية على مستوى المؤسسة لتسهيل هذه الأهداف، بما في ذلك منصات إدارة المهام، ويكي، وأدوات مشاركة الملفات، وخدمات الرسائل. [56]
خارجياً، يتم التركيز في الغالب على مشاركة العملاء، وغالبًا من خلال ممارسات تسويق المحتوى. أظهرت الأبحاث أن المشاركة الاجتماعية يمكن أن يكون لها تأثير إيجابي على المقاييس مثل إشراك العلامة التجارية وحركة المرور على الإنترنت والمبيعات. [7] أدى ظهور التجارة الرقمية إلى قيام العملاء بالبحث عن المنتجات بشكل أكثر شمولية قبل اتخاذ قرار الشراء، باستخدام المراجعات الاجتماعية، وتوصيات النظراء، والمحتوى الخاص بالمنتج للمساعدة في توجيه قراراتهم. نظرًا لقيمة توصيات النظراء على وجه التحديد، فإن الهدف الأساسي لتسويق المحتوى هو تشجيع العملاء والآفاق على مشاركة المحتوى بين شبكاتهم الشخصية كشكل من أشكال الدعوة «المكتسبة». [6] [7]
هناك إستراتيجية شعبية أخرى للمشاركة الاجتماعية مع أصحاب المصلحة، وهي إعادة مشاركة المحتوى الذي ينشئه محامون من خلال القنوات ذات العلامات التجارية. ويعتقد أن هذا يعزز العلاقات مع أصحاب المصلحة ويساعد على إضفاء الطابع الإنساني على العلامة التجارية. [8]

### تقدير
يمثل قياس نجاح برامج الدعوة للموظفين الاجتماعيين تحديا لكثير من المنظمات. في حين تؤكد نسبة صغيرة من المنظمات أنها قادرة على قياس والتحقق من صحة استثماراتها في التسويق الاجتماعي، إلا أن نسبة أكبر إما تدرك نوعيًا فقط نجاح جهودها الاجتماعية أو لا يمكنها القياس على الإطلاق. [57]
يجادل قادة الفكر الاجتماعي بأن تقييم نجاح برامج الموظفين الاجتماعيين يجب أن يأخذ في الاعتبار أكثر من العائد المالي على الاستثمار. [58] غالبًا ما تقيس الشركات التي تفكر في مجموعة أوسع من المقاييس من العائد المالي النجاح من خلال مجموعة متنوعة من مؤشرات الأداء الرئيسية:
عدد مرات مشاهدة ملف تعريف الموظف واتصالاته [3]
عدد العملاء المتوقعين من القنوات الاجتماعية [7]
معدل نمو شبكة الموظفين [3] [7]
تواتر المشاركات والتفاعلات
زيادة في «الثرثرة» عبر الإنترنت حول العلامة التجارية [7]
القدرة على جذب المواهب الماهرة والاحتفاظ بها [3]
زيادة في الرؤية وحركة مرور الويب الواردة والتعرف على العلامة التجارية وولاء العلامة التجارية [7]
العديد من المنظمات، ومع ذلك، لا تقرير الفوائد المالية كذلك. من المرجح أن يتجاوز الموظفون الاجتماعيون حصة مبيعاتهم، ومن المرجح أن ترى الشركات الاجتماعية بشكل عام زيادة في المبيعات وزيادة في الإيرادات. [3] [7]

### برامج التلاعب والمشاركة وبناء الثقافة
تختلف برامج بناء الثقافة من حيث النطاق والتعقيد، لكن جميعها تستخدم وسائل التواصل الاجتماعي بطريقة ما لتأكيد إنجازات الموظف أو الإدارات أو المنظمات. [13] سيصدر قادة البرنامج تحديات المشاركة الاجتماعية لمساعدة الموظفين على تحقيق الأهداف. يمكن أن تشمل التحديات عدد الاتصالات (مثل ، الإعجابات أو المتابعة ، الإعجابات)، عدد العملاء المتوقعين ، أو تكرار المنشورات (مثل تحديثات الحالة ، التغريدات ، المدونات ، إلخ). [12] بالنسبة للعنصر الأكثر قدرة على المنافسة ، ستوظف بعض المنظمات استراتيجيات للعب مثل المتصدرين وشارات الإنجاز وصيد الزبال. [12] [59] [60]